# Trigonometría racional
La trigonometría racional es una reformulación de la métrica del plano y de la geometría del espacio (que incluye la trigonometría) propuesta por el matemático canadiense Norman J. Wildberger, profesor asociado de matemáticas en la Universidad de Nueva Gales del Sur. Sus ideas se exponen en su libro de 2005 "Divine Proportions: Rational Trigonometry to Universal Geometry" (Proporciones divinas: de la Trigonometría Racional a la Geometría Universal). Según la revista New Scientist, parte de su motivación para una alternativa a la trigonometría tradicional era evitar algunos problemas que afirma que ocurren cuando se usan series infinitas en matemáticas. La trigonometría racional evita el uso directo de funciones transcendentes como el seno y las funciones trigonométricas, sustituyéndolas por sus equivalentes al cuadrado. Wildberger se inspira en los matemáticos anteriores a la teoría de conjuntos infinitos de Georg Cantor, como Carl Friedrich Gauss y Euclides, quienes asegura que eran mucho más cautelosos al usar conjuntos infinitos que los matemáticos modernos. Hasta la fecha, la trigonometría racional no se menciona en la literatura matemática convencional.

## Enfoque
La trigonometría racional sigue un enfoque basado en aplicar los métodos del álgebra lineal a los temas de geometría elemental (nivel de secundaria). El concepto de distancia se reemplaza por su valor al cuadrado (cuadranza) y la idea de ángulo se reemplaza por el valor al cuadrado de la proporción del seno usual (extensión) asociado a cualquier ángulo entre dos líneas. (El complementario de la extensión, conocido como cruce, también corresponde a una forma escalada del espacio prehilbertiano entre segmentos de línea tomados como vectores). Las tres leyes principales de la trigonometría, el teorema de Pitágoras, el teorema de los senos y el teorema del coseno, se dan en forma racional (con equivalencia a los valores al cuadrado) y se complementan con otras dos leyes: la fórmula de la cuadranza triple (que relaciona las cuadranzas de tres puntos colineales) y la fórmula de la extensión triple (relacionada con las extensiones de tres líneas concurrentes), dando las cinco leyes fundamentales del tema.
La trigonometría racional, por lo demás, se basa ampliamente en la geometría analítica cartesiana, con un punto definido como un par ordenado de números racionales
{\displaystyle (x,y)}
y una línea en la forma
{\displaystyle ax+by+c=0,}
una ecuación de primer grado general con coeficientes racionales a, b y c.
Al evitar los cálculos que dependen de operaciones como la raíz cuadrada que dan solo distancias aproximadas entre puntos o funciones trigonométricas estándar (y sus inversas), dar solo polinomios truncados como aproximaciones de ángulos (o sus proyecciones), la geometría se vuelve completamente algebraica. En otras palabras, no se asume la existencia de soluciones en forma de números reales a los problemas, sino que los resultados se dan en el campo de los números racionales, su extensión algebraica o cuerpo finito. A continuación, se afirma, esto hace que muchos resultados clásicos de la geometría euclidiana se apliquen en forma racional (mediante análogos cuadráticos) sobre cualquier campo que no sea de característica dos.
El libro Proporciones divinas muestra la aplicación del cálculo utilizando funciones trigonométricas racionales, que incluyen cálculos de volumen tridimensional. También se ocupa de la aplicación de la trigonometría racional a situaciones que involucran elementos irracionales, como la prueba de que todos los sólidos platónicos tienen diferenciales racionales entre sus caras.

## Repercusión y crítica
La trigonometría racional se menciona solo en un número modesto de publicaciones matemáticas, además de en los propios artículos y libros de Wildberger. Proporciones divinas fue descartada por el crítico Paul J. Campbell, quien escribió en el Mathematics Magazine de la Mathematical Association of America (MAA): "El autor afirma que esta nueva teoría requerirá 'menos de la mitad del tiempo habitual para aprender'; pero lo dudo, y aún tendría que estar conectado con los conceptos y la notación tradicionales".
El crítico William Barker, profesor Isaac Wing de Matemáticas en el Bowdoin College, que también escribió para el MAA, fue más aprobador: "«Proporciones divinas» es sin dudas una valiosa adición a la literatura matemática. Desarrolla cuidadosamente un pensamiento estimulante, inteligente, y un enfoque alternativo útil para la trigonometría y la geometría euclidiana. No sería sorprendente que algunos de sus métodos finalmente se filtren en el desarrollo estándar de estos temas. Sin embargo, a menos que haya un cambio inesperado en los puntos de vista aceptados de los fundamentos de las matemáticas, la trigonometría racional no muestra razones de peso para reemplazar a la teoría clásica".
Amanda Gefter, de New Scientist, describió el enfoque de Wildberger como un ejemplo de finitismo. James Franklin en The Mathematical Intelligencer argumentó que el libro merecía una consideración cuidadosa.
Un análisis de Michael Gilsdorf de los mismos ejemplos de problemas trigonométricos utilizados por Wildberger en un artículo anterior, concluyó que una de las afirmaciones efectuadas (que la trigonometría racional toma menos pasos para resolver "la mayoría" de los problemas en comparación con los métodos clásicos) puede no ser cierta si es libre la selección de métodos que está disponible para la solución óptima de un problema; como usar la fórmula del área de Gauss para el área de un triángulo a partir de las coordenadas de sus vértices, o aplicar el caso especial del teorema de Stewart directamente a un triángulo con una mediana conocida. En cuanto a la pedagogía, y si las cantidades cuadráticas introducidas por la trigonometría racional ofrecen beneficios reales sobre el aprendizaje tradicional del sujeto, el autor hizo observaciones adicionales de que la trigonometría clásica no se basaba en el uso de series de Taylor para aproximar ángulos, sino en mediciones de la cuerda (dos veces el seno de un ángulo), y así, con una comprensión adecuada, los estudiantes podrían obtener ventajas del uso continuado de la medición lineal sin las incoherencias lógicas reclamadas cuando se introduce posteriormente la parametrización circular mediante el ángulo.

## Cuadranza
La cuadranza y la distancia (como su raíz cuadrada) miden la separación de puntos en el espacio euclidiano. Siguiendo el teorema de Pitágoras, la cuadranza de dos puntos A1 = (x1, y1) y A2 = (x2, y2) en un plano, se define como la suma de los cuadrados de las diferencias entre las coordenadas {\displaystyle x} e {\displaystyle y} de dos puntos:
{\displaystyle Q(A_{1},A_{2})=(x_{2}-x_{1})^{2}+(y_{2}-y_{1})^{2}.}
La desigualdad triangular {\displaystyle d_{3}\leq d_{1}+d_{2}} se expresa en trigonometría racional como {\displaystyle (Q_{3}-Q_{1}-Q_{2})^{2}\leq 4Q_{1}Q_{2}}.

## Extensión

Supóngase que l_{1} y l_{2} ise cortan en el punto A. Sea C el pie de la perpendicular desde B sobre l_{2}. Entonces la extensión es s = Q/R.

La extensión da una medida a la separación de dos líneas mediante una sola magnitud adimensional en el rango [0,1] (de paralelo a perpendicular) para la geometría euclidiana. Reemplaza el concepto de (y tiene varias diferencias con) el ángulo discutido en la sección que figura a continuación. Las descripciones de la extensión pueden incluir:
 
- Trigonométrica (la más elemental): es la relación senoidal entre las cuadranzas de un triángulo rectángulo (izquierda) y por lo tanto equivale al cuadrado del seno del ángulo.[6] Al extender el lado AC para formar parte del diámetro unitario de un círculo y considerando triángulos semejantes (derecha), la extensión se mide por la longitud del segmento exterior, igual a la mitad (1 menos el coseno del doble del ángulo en A) y, por lo tanto, su verseno.

- Vectorial: como una función racional de las direcciones relativas (o pendientes) de un par de líneas donde se encuentran.

- Cartesiana: como una función racional de las tres coordenadas utilizadas para caracterizar dos vectores.

- Álgebra lineal (del producto de punto): una función racional normalizada: el cuadrado del determinante de dos vectores (o un par de rectas que se intersecan) formando una matriz dividida por el producto de sus cuadranzas.

### Cálculo de la extensión

#### Trigonométrico
Supóngase que dos líneas, l1 y l2, se cruzan en el punto A como se muestra a la derecha. Elíjase un punto B ≠ A en l1 tal que C sea el pie de la perpendicular desde B a l2. En consecuencia, la extensión de s es
{\displaystyle s(\ell _{1},\ell _{2})={\frac {Q(B,C)}{Q(A,B)}}={\frac {Q}{R}}.}

#### Vector/pendiente (dos variables)
Al igual que el ángulo, la extensión depende solo de las pendientes relativas de dos líneas (se eliminan los términos constantes) y es invariable bajo la traslación (es decir, se conserva cuando las líneas se mueven manteniéndose paralelas a sí mismas). Entonces, dadas dos rectas cuyas ecuaciones son
{\displaystyle a_{1}x+b_{1}y={\text{constant}}\qquad {\text{y}}\qquad a_{2}x+b_{2}y={\text{constant}}}
se pueden reescribir como dos rectas que se encuentran en el origen (0, 0) con ecuaciones
{\displaystyle a_{1}x+b_{1}y=0\qquad {\text{y}}\qquad a_{2}x+b_{2}y=0}
En esta posición, el punto (−b1, a1) satisface la primera ecuación y (−b2, a2) satisface la segunda y los tres puntos (0, 0), (−b1, a1) y (−b2, a2) que forman la extensión darán tres cuadranzas:
{\displaystyle {\begin{aligned}Q_{1}&=\left(b_{1}^{2}+a_{1}^{2}\right),\\Q_{2}&=\left(b_{2}^{2}+a_{2}^{2}\right),\\Q_{3}&=\left(b_{1}-b_{2}\right)^{2}+\left(a_{1}-a_{2}\right)^{2}\end{aligned}}}
La ley cruzada -véase más adelante- en términos de extensión es
{\displaystyle 1-s={\frac {(Q_{1}+Q_{2}-Q_{3})^{2}}{4Q_{1}Q_{2}}}.}
que se convierte en:
{\displaystyle 1-s={\frac {\left(a_{1}^{2}+a_{2}^{2}+b_{1}^{2}+b_{2}^{2}-(b_{1}-b_{2})^{2}-(a_{1}-a_{2})^{2}\right)^{2}}{4\left(a_{1}^{2}+b_{1}^{2}\right)\left(a_{2}^{2}+b_{2}^{2}\right)}}.}
Esto se simplifica en el numerador a (2a1a2 + 2b1b2)2, dando:
{\displaystyle 1-s={\frac {\left(a_{1}a_{2}+b_{1}b_{2}\right)^{2}}{\left(a_{1}^{2}+b_{1}^{2}\right)\left(a_{2}^{2}+b_{2}^{2}\right)}}.}
(Nota: 1 − s es la expresión del cruce, el cuadrado del coseno de cualquier ángulo entre un par de rectas o vectores, que da su nombre a la ley cruzada).
Luego, usando la identidad de Brahmagupta
{\displaystyle \left(a_{2}b_{1}-a_{1}b_{2}\right)^{2}+\left(a_{1}a_{2}+b_{1}b_{2}\right)^{2}=\left(a_{1}^{2}+b_{1}^{2}\right)\left(a_{2}^{2}+b_{2}^{2}\right),}
la expresión estándar para la extensión en términos de pendientes (o direcciones) de dos líneas se convierte en
{\displaystyle s={\frac {\left(a_{1}b_{2}-a_{2}b_{1}\right)^{2}}{\left(a_{1}^{2}+b_{1}^{2}\right)\left(a_{2}^{2}+b_{2}^{2}\right)}}.}
En esta forma (y en su equivalente cartesiano que se muestra a continuación) una extensión es la relación de cuadranzas según el determinante de dos vectores (numerador) y el producto de sus cuadranzas (denominador).

#### Cartesiano (tres variables)
Esto reemplaza a (−b1, a1) con (x1, y1), (−b2, a2) con (x2, y2) y el origen (0, 0), como el punto de intersección de dos líneas, con (x3, y3) en el resultado anterior:
{\displaystyle s={\frac {{\bigl (}(y_{1}-y_{3})(x_{2}-x_{3})-(y_{2}-y_{3})(x_{1}-x_{3}){\bigr )}^{2}}{{\bigl (}(y_{1}-y_{3})^{2}+(x_{1}-x_{3})^{2}{\bigr )}{\bigl (}(y_{2}-y_{3})^{2}+(x_{2}-x_{3})^{2}{\bigr )}}}.}

### Extensión en comparación con el ángulo

La extensión de dos rectas puede medirse en cuatro posiciones equivalentes.

A diferencia del ángulo, que puede definir una relación entre rayos que emanan de un punto, mediante una parametrización de la medida del arco, y donde un par de líneas se pueden considerar cuatro pares de rayos, formando cuatro ángulos, la extensión es fundamental en la trigonometría racional, que describe dos líneas mediante una sola medida de una función racional (véase arriba). Equivale al cuadrado del seno del ángulo correspondiente θ (y al verseno de la base de la cuerda del ángulo doble Δ = 2θ), por lo que con esta notación la extensión de un ángulo y el propio ángulo son iguales.
| Extensión | Ángulo (θ) | Ángulo (θ) | Ángulo (θ) | Ángulo (θ)           | Ángulo (θ)          | Valor              |
| sen2(θ)   | Cuadrantes | Vueltas    | Radianes   | Grados sexagesimales | Grados centesimales | Unidad             |
| --------- | ---------- | ---------- | ---------- | -------------------- | ------------------- | ------------------ |
| 0         | 0          | 0          | 0          | 0°                   | 0g                  |                    |
| 14        | 13         | 112        | π6         | 30°                  | 3313g               |                    |
| 12        | 12         | 18         | π4         | 45°                  | 50g                 |                    |
| 34        | 23         | 16         | π3         | 60°                  | 6623g               |                    |
| 1         | 1          | 14         | π2         | 90°                  | 100g                | Rectas ortogonales |
| 34        | 13         | 13         | 2π3        | 120°                 | 13313g              |                    |
| 12        | 12         | 38         | 3π4        | 135°                 | 150g                |                    |
| 14        | 123        | 512        | 5π6        | 150°                 | 16623g              |                    |
| 0         | 2          | 12         | π          | 180°                 | 200g                |                    |

La extensión no es proporcional, sin embargo, a la separación entre líneas como sería el ángulo; con extensiones de 0, 14, 12, 34 y 1 correspondientes a ángulos espaciados de forma desigual 0°, 30°, 45°, 60° y 90°.
En cambio, (recordando la propiedad suplementaria) dos extensiones iguales y de terminal común, determinan una tercera extensión, cuyo valor será una solución de la fórmula de la extensión triple para un triángulo (para tres rectas concurrentes) con extensiones s, s y r:
{\displaystyle {\begin{aligned}(2s+r)^{2}&=2\left(2s^{2}+r^{2}\right)+4s^{2}r\\4s^{2}+4sr+r^{2}&=4s^{2}+2r^{2}+4s^{2}r\end{aligned}}}
dando el polinomio cuadrático (en s):
{\displaystyle {\begin{aligned}r^{2}+4s^{2}r-4sr&=0\\r^{2}-4s(1-s)r&=0\end{aligned}}}
y soluciones
{\displaystyle r=0\quad ({\text{trivial}})\qquad {\text{o}}\qquad r=4s(1-s)}
Esto es equivalente a la identidad trigonométrica:
{\displaystyle \operatorname {sen} ^{2}(2\theta )=4\operatorname {sen} ^{2}\theta \left(1-\operatorname {sen} ^{2}\theta \right)}
de los ángulos θ, θ y 180° − 2θ de un triángulo, usando
{\displaystyle S_{2}(s)=S_{2}\left(\operatorname {sen} ^{2}\theta \right)=\operatorname {sen} ^{2}(2\theta )=r(s)}
para denotar un segundo polinomio extendido en s.
Encontrar el triple de una extensión también hace uso de la fórmula de la extensión triple como una ecuación cuadrática en la tercera extensión desconocida t tratando las extensiones conocidas s y r (de la solución anterior) como constantes. Resulta que (después de eliminar la solución 'más pequeña' s) se tiene:
{\displaystyle S_{3}(s)=s(3-4s)^{2}=t(s)}
Se pueden generar múltiplos adicionales de cualquier extensión básica de líneas mediante el uso continuado de la fórmula de la extensión triple de esta manera, o mediante el uso de una fórmula de recursión (véase a continuación) que la aplica indirectamente. Mientras que cualquier extensión múltiple de una extensión que sea racional será polinomial en esa extensión (y, por lo tanto, racional), lo contrario no se aplica. Por ejemplo, con las identidades trigonométricas, dos líneas que se encuentran en un ángulo de 15° (o 165°) tienen una extensión de:
{\displaystyle \operatorname {hav} \left(30^{\circ }\right)=\operatorname {sen} ^{2}\left({\frac {30^{\circ }}{2}}\right)={\frac {1-\cos 30^{\circ }}{2}}={\frac {1-{\frac {\sqrt {3}}{2}}}{2}}={\frac {2-{\sqrt {3}}}{4}}\approx 0.0667.}
y existe así por extensión algebraica de los números racionales.

### Vuelta y covuelta
- (Definiciones pendientes de completar)

### Giro
- (Definiciones pendientes de completar)

## Polinomios extendidos
Como se ve para las extensiones dobles y triples, un múltiplo n-ésimo de cualquier extensión s, da un polinomio en esa extensión, denotado como Sn(s), como una solución a la fórmula de la extensión triple.
En el lenguaje convencional de funciones trigonométricas, estos polinomios extendidos de n-ésimo grado, para n = 0, 1, 2, ..., se pueden caracterizar por la identidad:
{\displaystyle \operatorname {sen} ^{2}(n\theta )=S_{n}\left(\operatorname {sen} ^{2}\theta \right).}

### Identidades

#### Fórmulas explícitas
- {\displaystyle S_{n}(s)=s\sum _{k=0}^{n-1}{\frac {n}{n-k}}{\binom {2n-1-k}{k}}(-4s)^{n-1-k}.} (Michael Hirschhorn, Shuxiang Goh)[1]
- {\displaystyle S_{n}(s)={\tfrac {1}{2}}-{\tfrac {1}{4}}\left(1-2s+2{\sqrt {s^{2}-s}}\right)^{n}-{\tfrac {1}{4}}\left(1-2s-2{\sqrt {s^{2}-s}}\right)^{n}.} (M. Hovdan)
- {\displaystyle S_{n}(s)=-{\tfrac {1}{4}}\left(\left({\sqrt {1-s}}+i{\sqrt {s}}\right)^{2n}-1\right)^{2}\left({\sqrt {1-s}}-i{\sqrt {s}}\right)^{2n}.} (M. Hovdan)

De la definición, se sigue inmediatamente que
{\displaystyle S_{n}(s)=\operatorname {sen} ^{2}\left(n\arcsin \left({\sqrt {s}}\right)\right).}

#### Fórmula de recursión
Dado que la fórmula de la extensión triple {\displaystyle (s_{1}+s_{2}+s_{3})^{2}=2\left(s_{1}^{2}+s_{2}^{2}+s_{3}^{2}\right)+4s_{1}s_{2}s_{3}} es una ecuación cuyas entradas se pueden extender a polinomios de la forma: {\displaystyle s}, {\displaystyle S_{n}(s)} y {\displaystyle S_{n+1}(s)},
tomando la extensión de las expresiones
{\displaystyle (s+S_{n}(s)+S_{n+1}(s))^{2}=2\left(s^{2}+S_{n}(s)^{2}+S_{n+1}^{2}\right)+4sS_{n}(s)S_{n+1}} y
{\displaystyle (s+S_{n}(s)+S_{n-1}(s))^{2}=2\left(s^{2}+S_{n}(s)^{2}+S_{n-1}^{2}\right)+4sS_{n}(s)S_{n-1}}
y reorganizando los términos, se obtiene una relación recursiva:
{\displaystyle S_{n+1}(s)=2(1-2s)S_{n}(s)-S_{n-1}(s)+2s.}

#### Relación con los polinomios de Chebyshov
Los polinomios extendidos están relacionados con los polinomios de Chebyshov de primer tipo, Tn, por la identidad
{\displaystyle 1-2S_{n}(s)=T_{n}(1-2s).}
Esto implica que
{\displaystyle S_{n}(s)={\frac {1-T_{n}(1-2s)}{2}}=1-T_{n}^{2}\left({\sqrt {1-s}}\right).}
La segunda igualdad anterior se deriva de la identidad
{\displaystyle 2T_{n}^{2}(x)-1=T_{2n}(x)}
en los polinomios de Chebyshov.

#### Composición
Los polinomios extendidos satisfacen la composición identidad
{\displaystyle S_{n}{\bigl (}S_{m}(s){\bigr )}=S_{nm}(s).}

#### Coeficientes en campos finitos
Cuando los coeficientes se consideran miembros de un cuerpo finito Fp, la secuencia {Sn}n = 0, 1, 2,... de polinomios extendidos es periódica con el período p2 − 12. En otras palabras, si k = p2 − 12, entonces Sn + k = Sn, para todo n.

#### Ortogonalidad
Cuando los coeficientes tomados son números reales, entonces para n ≠ m, se tiene que
{\displaystyle \int _{0}^{1}\left(S_{n}(s)-{\tfrac {1}{2}}\right)\left(S_{m}(s)-{\tfrac {1}{2}}\right){\frac {ds}{\sqrt {s(1-s)}}}=0.}
Para n = m, la integral es π8 a menos que n = m = 0, en cuyo caso es π4.

#### Funciones generadoras
La función generadora ordinaria es
{\displaystyle \sum _{n=1}^{\infty }S_{n}(s)x^{n}={\frac {sx(1+x)}{(1-x)^{3}+4sx(1-x)}}.} (Michael Hirschhorn)
La función generadora exponencial es
{\displaystyle \sum _{n=1}^{\infty }{\frac {S_{n}(s)}{n!}}x^{n}={\tfrac {1}{2}}e^{x}\left(1-e^{-2sx}\cos \left(2x{\sqrt {s(1-s)}}\right)\right).}[cita requerida]

#### Ecuación diferencial
Sn(s) satisface la ecuación diferencial no homogénea lineal de segundo orden
{\displaystyle s(1-s)y''+\left({\tfrac {1}{2}}-s\right)y'+n^{2}\left(y-{\tfrac {1}{2}}\right)=0.}

## Teorema de periodicidad de las extensiones
Por cada número entero n y cada número primo p, hay un número natural m tal que Sn(s) es divisible por p precisamente cuando m divide a n. Este número m es un divisor de p − 1 o p + 1. La prueba de esta propiedad teórica numérica se dio primero en un documento de Shuxiang Goh y N. J. Wildberger. Implica considerar el análogo proyectivo a la cuadranza en la recta proyectiva P1(Fp).

### Tabla de polinomios extendidos, con factorizaciones
Los primeros polinomios extendidos son los siguientes:
{\displaystyle {\begin{aligned}S_{0}(s)&=0\\[10pt]S_{1}(s)&=s\\[10pt]S_{2}(s)&=4s-4s^{2}\\&=4s(1-s)\\[10pt]S_{3}(s)&=9s-24s^{2}+16s^{3}\\&=s(3-4s)^{2}\\[10pt]S_{4}(s)&=16s-80s^{2}+128s^{3}-64s^{4}\\&=16s(1-s)(1-2s)^{2}\\[10pt]S_{5}(s)&=25s-200s^{2}+560s^{3}-640s^{4}+256s^{5}\\&=s\left(5-20s+16s^{2}\right)^{2}\\[10pt]S_{6}(s)&=36s-420s^{2}+1792s^{3}-3456s^{4}+3072s^{5}-1024s^{6}\\&=4s(1-s)(1-4s)^{2}(3-4s)^{2}\\[10pt]S_{7}(s)&=49s-784s^{2}+4704s^{3}-13440s^{4}+19712s^{5}-14336s^{6}+4096s^{7}\\&=s\left(7-56s+112s^{2}-64s^{3}\right)^{2}\\[10pt]S_{8}(s)&=64s-1344s^{2}+10752s^{3}-42240s^{4}+90112s^{5}-106496s^{6}\\&{}\qquad +65536s^{7}-16384s^{8}\\&=64s(s-1)(1-2s)^{2}\left(1-8s+8s^{2}\right)^{2}\\[10pt]S_{9}(s)&=81s-2160s^{2}+22176s^{3}-114048s^{4}+329472s^{5}-559104s^{6}\\&{}\qquad +552960s^{7}-294912s^{8}+65536s^{9}\\&=s(-3+4s)^{2}\left(-3+36s-96s^{2}+64s^{3}\right)^{2}\\[10pt]S_{10}(s)&=100s-3300s^{2}+42240s^{3}-274560s^{4}+1025024s^{5}\\{}&\qquad -2329600s^{6}+3276800s^{7}-2785280s^{8}+1310720s^{9}-262144s^{10}\\&=4s(1-s)\left(5-20s+16s^{2}\right)^{2}\left(1-12s+16s^{2}\right)^{2}\\[10pt]S_{11}(s)&=121s-4840s^{2}+75504s^{3}-604032s^{4}+2818816s^{5}\\{}&\qquad -8200192s^{6}+15319040s^{7}-18382848s^{8}+13697024s^{9}-5767168s^{10}+1048576s^{11}\\&=s\left(11-220s+1232s^{2}-2816s^{3}+2816s^{4}-1024s^{5}\right)^{2}\end{aligned}}}

## Leyes de la trigonometría racional
Wildberger afirma que existen cinco leyes básicas en la trigonometría racional. También afirma que estas leyes se pueden verificar utilizando matemáticas de nivel secundario. Algunas son equivalentes a fórmulas trigonométricas estándar con las variables expresadas como cuadranzas y extensiones.
En las siguientes cinco fórmulas, se tiene un triángulo formado por tres puntos A1, A2, A3. Las extensiones de los ángulos en esos puntos son s1, s2, s3 y Q1, Q2, Q3, son las cuadranzas de los lados del triángulo opuestos a A1, A2, A3, respectivamente. Como en la trigonometría clásica, si se conocen tres de los seis elementos s1, s2, s3, Q1, Q2, Q3 y estos tres no son los tres s, entonces se pueden calcular los otros tres.

### Fórmula de la cuadranza triple
Los tres puntos A1, A2, A3 son colineales si y solo si:
{\displaystyle (Q_{1}+Q_{2}+Q_{3})^{2}=2\left(Q_{1}^{2}+Q_{2}^{2}+Q_{3}^{2}\right)}
donde Q1, Q2, Q3 representan las cuadranzas entre A1, A2, A3 respectivamente. Puede ser probado por geometría analítica (el medio preferido dentro de la trigonometría racional) o deducido de fórmula de Herón, usando la condición de colinealidad de que el triángulo formado por los tres puntos tiene área cero.
| Demostración |
| La línea AB tiene la forma general: {\displaystyle ax+by+c=0} donde los parámetros (no únicos) a, b, c se pueden expresar en términos de las coordenadas de los puntos A y B como: {\displaystyle {\begin{aligned}a&=A_{y}-B_{y}\\b&=B_{x}-A_{x}\\c&=A_{x}B_{y}-A_{y}B_{x}\end{aligned}}} para que, en cualquier parte de la recta: {\displaystyle \left(A_{y}-B_{y}\right)x+\left(B_{x}-A_{x}\right)y+\left(A_{x}B_{y}-A_{y}B_{x}\right)=0.} Pero la línea también se puede especificar mediante dos ecuaciones simultáneas en un parámetro t, donde t = 0 en el punto A y t = 1 en el punto B: {\displaystyle {\begin{aligned}x&=(B_{x}-A_{x})t+A_{x},\\y&=(B_{y}-A_{y})t+A_{y},\end{aligned}}} o, en términos de los parámetros originales: {\displaystyle {\begin{aligned}x&=bt+A_{x},\\y&=-at+A_{y}.\end{aligned}}} Si el punto C es colineal con los puntos A y B, existe algún valor de t (para puntos distintos, no igual a 0 o 1), denominado λ, para el que estas dos ecuaciones se satisfacen simultáneamente en las coordenadas del punto C, tal que: {\displaystyle {\begin{aligned}C_{x}&=b\lambda +A_{x}.\\C_{y}&=-a\lambda +A_{y}.\end{aligned}}} Ahora, las cuadranzas de los tres segmentos de recta están dados por las diferencias de sus coordenadas al cuadrado, que se pueden expresar en términos de λ: {\displaystyle {\begin{aligned}Q(AB)&\equiv (B_{x}-A_{x})^{2}+(B_{y}-A_{y})^{2}\\&=b^{2}+(-a)^{2}\\&=a^{2}+b^{2}\\[10pt]Q(BC)&\equiv (C_{x}-B_{x})^{2}+(C_{y}-B_{y})^{2}\\&={\bigl (}(b\lambda +A_{x})-B_{x}{\bigr )}^{2}+{\bigl (}(-a\lambda +A_{y})-B_{y}{\bigr )}^{2}\\&={\bigl (}b\lambda +(A_{x}-B_{x}){\bigr )}^{2}+{\bigl (}-a\lambda +(A_{y}-B_{y}){\bigr )}^{2}\\&={\bigl (}b\lambda +(-b){\bigr )}^{2}+(-a\lambda +a)^{2}\\&=b^{2}(\lambda -1)^{2}+a^{2}(-\lambda +1)^{2}\\&=b^{2}(\lambda -1)^{2}+a^{2}(\lambda -1)^{2}\\&=\left(a^{2}+b^{2}\right)(\lambda -1)^{2}\\[10pt]Q(AC)&\equiv (C_{x}-A_{x})^{2}+(C_{y}-A_{y})^{2}\\&={\bigl (}(b\lambda +A_{x})-A_{x}{\bigr )}^{2}+{\bigl (}(-a\lambda +A_{y})-A_{y}{\bigr )}^{2}\\&=(b\lambda +A_{x}-A_{x})^{2}+(-a\lambda +A_{y}-A_{y})^{2}\\&=(b\lambda )^{2}+(-a\lambda )^{2}\\&=b^{2}\lambda ^{2}+(-a)^{2}\lambda ^{2}\\&=b^{2}\lambda ^{2}+a^{2}\lambda ^{2}\\&=\left(a^{2}+b^{2}\right)\lambda ^{2}\end{aligned}}} donde se hizo uso del hecho de que (−λ + 1)2 = (λ − 1)2. Sustituyendo estas cuadranzas en la ecuación anterior: {\displaystyle {\begin{aligned}{\bigl (}Q(AB)+Q(BC)+Q(AC){\bigr )}^{2}&=2\left(Q(AB)^{2}+Q(BC)^{2}+Q(AC)^{2}\right)\\\left(\left(a^{2}+b^{2}\right)+\left(a^{2}+b^{2}\right)(\lambda -1)^{2}+\left(a^{2}+b^{2}\right)\lambda ^{2}\right)^{2}&=2\left(\left(a^{2}+b^{2}\right)^{2}+\left(\left(a^{2}+b^{2}\right)(\lambda -1)^{2}\right)^{2}+\left(\left(a^{2}+b^{2}\right)\lambda ^{2}\right)^{2}\right)\\\left(a^{2}+b^{2}\right)^{2}\left(1+(\lambda -1)^{2}+\lambda ^{2}\right)^{2}&=2\left(a^{2}+b^{2}\right)^{2}\left(1+\left((\lambda -1)^{2}\right)^{2}+\left(\lambda ^{2}\right)^{2}\right)\end{aligned}}} Ahora, si A y B representan puntos distintos, tales como a2 + b2 ≠ 0, se pueden dividir ambos lados por Q(AB)2 = (a2 + b2)2: {\displaystyle {\begin{aligned}\left(1+\lambda ^{2}-2\lambda +1+\lambda ^{2}\right)^{2}&=2\left(1+\left(\lambda ^{2}-2\lambda +1\right)^{2}+\lambda ^{4}\right)\\\left(2\lambda ^{2}-2\lambda +2\right)^{2}&=2\left(1+\lambda ^{4}-2\lambda ^{3}+\lambda ^{2}-2\lambda ^{3}+4\lambda ^{2}-2\lambda +\lambda ^{2}-2\lambda +1+\lambda ^{4}\right)\\4\left(\lambda ^{2}-\lambda +1\right)^{2}&=2\left(2\lambda ^{4}-4\lambda ^{3}+6\lambda ^{2}-4\lambda +2\right)\\4\left(\lambda ^{4}-\lambda ^{3}+\lambda ^{2}-\lambda ^{3}+\lambda ^{2}-\lambda +\lambda ^{2}-\lambda +1\right)&=4\left(\lambda ^{4}-2\lambda ^{3}+3\lambda ^{2}-2\lambda +1\right)\\\lambda ^{4}-2\lambda ^{3}+3\lambda ^{2}-2\lambda +1&=\lambda ^{4}-2\lambda ^{3}+3\lambda ^{2}-2\lambda +1\end{aligned}}} |

### Teorema de Pitágoras
Las líneas A1A3 (de cuadranza Q1) y A2A3 (de cuadranza Q2) son perpendiculares (su dispersión es 1) si y solo si:
{\displaystyle Q_{1}+Q_{2}=Q_{3}.}
donde Q3 es la cuadranza entre A1 y A2.
Esto es equivalente al teorema de Pitágoras (y su inverso).
Hay muchas pruebas clásicas del teorema de Pitágoras; esta está enmarcada en los términos de la trigonometría racional.
La extensión de un ángulo es el cuadrado de su seno. Dado el triángulo △ABC con una extensión de 1 entre los lados AB y AC,
{\displaystyle Q(AB)+Q(AC)=Q(BC)}
donde Q es la cuadranza, es decir, el cuadrado de la distancia.
| Demostración |
| Se construye una recta AD dividiendo la extensión de 1, con el punto D en la línea BC, y haciendo una extensión de 1 con DB y DC. Los triángulos △ABC, △DBA y △DAC son similares (tienen las mismas extensiones pero no las mismas cuadranzas). Esto lleva a dos ecuaciones proporcionales, basadas en las extensiones de los lados del triángulo: {\displaystyle {\begin{aligned}s_{C}&={\frac {Q(AB)}{Q(BC)}}&&={\frac {Q(BD)}{Q(AB)}}&&={\frac {Q(AD)}{Q(AC)}}.\\s_{B}&={\frac {Q(AC)}{Q(BC)}}&&={\frac {Q(DC)}{Q(AC)}}&&={\frac {Q(AD)}{Q(AB)}}.\end{aligned}}} Ahora, en general, las dos extensiones resultantes de dividir una extensión en dos partes, como lo hace la recta AD para extender CAB, no se suman a la extensión original, ya que la extensión no es una función lineal. Así que primero hay que probar que dividiendo una extensión de 1, resulta en dos extensiones que se suman a la extensión original de 1. Para mayor comodidad, pero sin pérdida de generalidad, se orientan las líneas que se cruzan con una extensión de 1 a los ejes de coordenadas, y se etiqueta la línea divisoria con las coordenadas (x1, y1) y (x2, y2). Entonces las dos extensiones están dadas por: {\displaystyle {\begin{aligned}s_{1}&={\frac {(x_{2}-x_{2})^{2}+(y_{2}-y_{1})^{2}}{(x_{2}-x_{1})^{2}+(y_{2}-y_{1})^{2}}}&&={\frac {(y_{2}-y_{1})^{2}}{(x_{2}-x_{1})^{2}+(y_{2}-y_{1})^{2}}},\\s_{2}&={\frac {(x_{2}-x_{1})^{2}+(y_{2}-y_{2})^{2}}{(x_{2}-x_{1})^{2}+(y_{2}-y_{1})^{2}}}&&={\frac {(x_{2}-x_{1})^{2}}{(x_{2}-x_{1})^{2}+(y_{2}-y_{1})^{2}}}.\end{aligned}}} Por lo tanto {\displaystyle s_{1}+s_{2}={\frac {(x_{2}-x_{1})^{2}+(y_{2}-y_{1})^{2}}{(x_{2}-x_{1})^{2}+(y_{2}-y_{1})^{2}}}=1,} así que eso {\displaystyle s_{C}+s_{B}=1.} Usando las primeras dos relaciones del primer conjunto de ecuaciones, esto puede ser reescrito como: {\displaystyle {\frac {Q(AB)}{Q(BC)}}+{\frac {Q(AC)}{Q(BC)}}=1.} Multiplicando ambos lados por Q(BC): {\displaystyle Q(AB)+Q(AC)=Q(BC).} QED |

### Ley de extensión
Para cualquier triángulo △A1A2A3 con cuadranzas distintas de cero:
{\displaystyle {\frac {s_{1}}{Q_{1}}}={\frac {s_{2}}{Q_{2}}}={\frac {s_{3}}{Q_{3}}}.}
Este es el teorema de los senos, pero en cuadranzas.

### Ley cruzada
Para cualquier triángulo △A1A2A3,
{\displaystyle (Q_{1}+Q_{2}-Q_{3})^{2}=4Q_{1}Q_{2}(1-s_{3}).}
Esto es análogo al teorema del coseno. Se llama ley cruzada porque (1 − s3), el cuadrado del coseno del ángulo, se llama cruce.

### Fórmula de la extensión triple
Para cualquier triángulo △A1A2A3,
{\displaystyle (s_{1}+s_{2}+s_{3})^{2}=2\left(s_{1}^{2}+s_{2}^{2}+s_{3}^{2}\right)+4s_{1}s_{2}s_{3}.}
Esta relación se puede derivar de la fórmula del seno de un ángulo compuesto: en un triángulo (cuyos tres ángulos suman 180°) se tiene que
{\displaystyle \operatorname {sen}(a)=\operatorname {sen}(b+c)=\operatorname {sen}(b)\cos(c)+\operatorname {sen}(c)\cos(b)}.
Equivalentemente, describe la relación entre las extensiones de tres líneas concurrentes, ya que la extensión (como el ángulo) no se ve afectada cuando los lados de un triángulo se mueven paralelos a sí mismos para encontrarse en un punto común.
Conocer dos extensiones permite que la tercera se calcule resolviendo la fórmula cuadrática asociada, pero, dado que son posibles dos soluciones, se deben usar otras reglas de distribución de triángulos para seleccionar la adecuada. (La complejidad relativa de este proceso contrasta con el método mucho más simple de obtener un ángulo suplementario de otros dos).

## Trigonometría sobre campos arbitrarios
Como las leyes de la trigonometría racional dan relaciones algebraicas (y no trascendentes), se aplican en general a campos de números algebraicos más allá de los números racionales. Específicamente, cualquier campo finito que no tenga característica 2 reproduce una forma de estas leyes, y por lo tanto un campo geométrico finito. El plano formado por un campo finito Fp es el producto cartesiano Fp × Fp de todos los pares ordenados de elementos del campo, con bordes opuestos identificados formando la superficie de un toro discreto. Los elementos individuales corresponden a puntos estándar, mientras que las rectas son conjuntos de no más de {\displaystyle p} puntos relacionados por incidencia (un punto inicial) más una dirección o pendiente dada en los términos más simples (podría expresarse por ejemplo como todos los puntos '2 derecha y 1 arriba') que envuelven el plano antes de repetirlo.

### Ejemplo: (verificación de la ley de extensión enF13)
La figura (derecha) muestra un triángulo de tres de estas rectas en el campo finito que establece F13 × F13:

Cada línea tiene su propio símbolo y las intersecciones de las líneas (vértices) están marcadas por dos símbolos presentes en los puntos: 
(2, 8), (9, 9) y (10, 0).

Un triángulo con vértices en los puntos (2, 8), (9, 9), y (10, 0) del campo finito-plano F_{13} × F_{13}.

Utilizando el teorema de Pitágoras con la aritmética de módulo 13, se tiene que estos lados tienen cuadranzas de:
(9 - 2) 2 + (9 - 8) 2 = 50 ≡ 11 mod 13
(9 - 10) 2 + (9 - 0) 2 = 82 ≡ 4 mod 13
(10 - 2) 2 + (0 - 8) 2 = 128 ≡ 11 mod 13
Reordenando la ley cruzada como
{\displaystyle s_{3}=1-{\frac {(Q_{1}+Q_{2}-Q_{3})^{2}}{4Q_{1}Q_{2}}}}
resultan expresiones separadas para cada extensión, en términos de las tres cuadranzas:
1 - (4 + 11 − 11)24 × 4 × 11 = 1 - 37 ≡ 8 mod 13
1 - (11 + 11 − 4)24 × 11 × 11 = 1 - 123 ≡ 10 mod 13
1 - (4 + 11 − 11)24 × 4 × 11 = 1 - 37 ≡ 8 mod 13
A su vez, se observa que estas relaciones son todas iguales, según la ley de extensión (al menos en mod 13):
811: 104: 811
Dado que la primera y la última relación coinciden (haciendo que el triángulo sea isósceles) simplemente se realiza la multiplicación cruzada, y se toman las extensiones, para mostrar la igualdad con la proporción media también:
11 × 10 - 8 × 4 = 78 ≡ 0 mod 13
De lo contrario, se considera que el plano euclídeo estándar consiste únicamente en puntos racionales, ℚ × ℚ, omitiendo los números no algebraicos como soluciones. Las propiedades como la incidencia de objetos, que representan las soluciones o el contenido de los teoremas geométricos, por lo tanto, siguen un enfoque teórico numérico que difiere y es más restrictivo que el que permiten los números reales. Por ejemplo, se considera que no todas las rectas que pasan por el centro de un círculo coinciden con el círculo en su circunferencia. Para ser incidentes, tales rectas deben ser de la forma
{\displaystyle {\begin{aligned}ax+by&=0\\a^{2}+b^{2}&=c^{2}\end{aligned}}\quad a,b,c\in \mathbb {Q} }
y cumplir necesariamente con la circunferencia en un punto racional.

## Computación: complejidad y eficiencia
La trigonometría racional hace que casi todos los problemas se puedan resolver solo con sumas, restas, multiplicaciones o divisiones, ya que las funciones trigonométricas (de ángulo) se evitan a propósito utilizando proporciones trigonométricas en forma cuadrática. Como máximo, si se requieren resultados como distancias (o ángulos) se pueden aproximar a partir de un equivalente racional de valor exacto de cuadranza (o extensión) después de que se hayan llevado a cabo estas operaciones más simples. Sin embargo, para aprovechar esta ventaja, cada problema debe darse o configurarse en términos de cuadranzas y extensiones previas, lo que implica un trabajo adicional.
Las leyes de la trigonometría racional, que son algebraicas y de valor exacto, introducen sutilezas en las soluciones de problemas, como la no aditividad de cuadranzas de puntos colineales (en el caso de la fórmula de la cuadranza triple) o las extensiones de rectas concurrentes (en el caso de la fórmula de la extensión triple), situación muy diferente del enfoque clásico, donde la linealidad se incorpora a la distancia y la medida circular de los ángulos, aunque las técnicas "trascendentales" requieran una aproximación de los resultados.